# 岡山県道226号牛窓邑久西大寺線
岡山県道226号牛窓邑久西大寺線（おかやまけんどう226ごう うしまどおくさいだいじせん）は、岡山県瀬戸内市から岡山市東区に至る一般県道である。

## 概要
瀬戸内市牛窓町牛窓から岡山市東区西大寺新地に至る。

### 路線データ

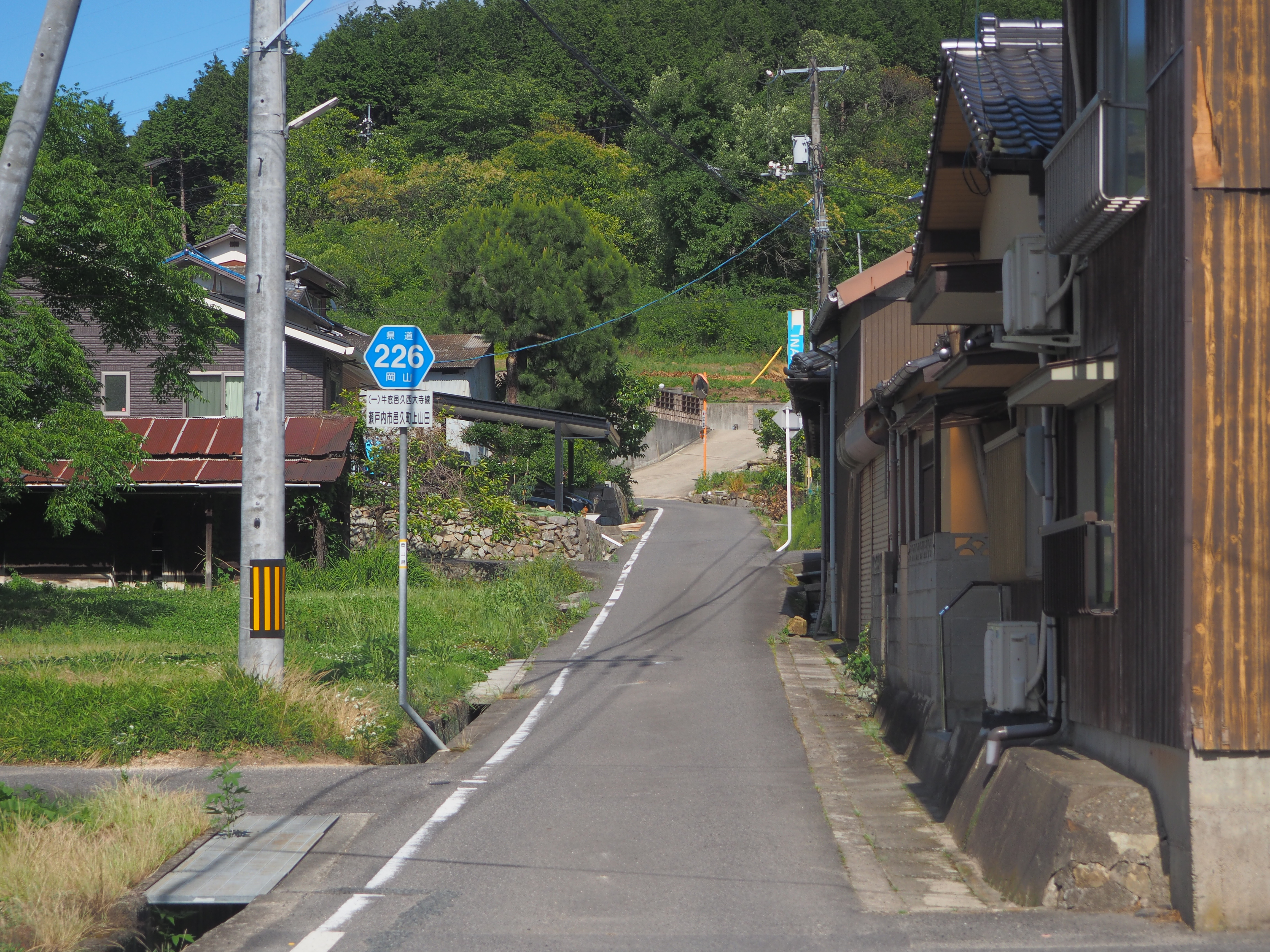
瀬戸内市邑久町上山田

- 起点：岡山県瀬戸内市牛窓町牛窓（岡山県道28号岡山牛窓線交点）
- 終点：岡山県岡山市東区西大寺新地（西大寺門前交差点、岡山県道69号西大寺備前線交点）
- 総延長：約14.0 km
- 実延長：約13.4 km

## 路線状況

### 重複区間
- 岡山県道39号備前牛窓線（瀬戸内市牛窓町長浜）
- 岡山県道229号上阿知本庄線（瀬戸内市邑久町上山田 - 瀬戸内市邑久町下山田）
- 岡山県道231号神崎邑久線（瀬戸内市邑久町豊原）

## 地理

### 通過する自治体
- 瀬戸内市
- 岡山市（東区）

### 交差する道路
| 交差する道路                                   | 市町村名 | 市町村名 | 交差する場所 | 交差する場所            |
| ---------------------------------------------- | -------- | -------- | ------------ | ----------------------- |
| 岡山県道28号岡山牛窓線                         | 瀬戸内市 | 瀬戸内市 | 牛窓町牛窓   | 起点                    |
| 岡山県道39号備前牛窓線 重複区間起点            | 瀬戸内市 | 瀬戸内市 | 牛窓町長浜   |                         |
| 岡山県道39号備前牛窓線 重複区間終点            | 瀬戸内市 | 瀬戸内市 | 牛窓町長浜   |                         |
| 岡山県道230号上山田鹿忍線                      | 瀬戸内市 | 瀬戸内市 | 邑久町上山田 | 池の内交差点            |
| 岡山県道229号上阿知本庄線 重複区間終点         | 瀬戸内市 | 瀬戸内市 | 邑久町上山田 |                         |
| 岡山県道229号上阿知本庄線 重複区間終点         | 瀬戸内市 | 瀬戸内市 | 邑久町下山田 |                         |
| 岡山県道231号神崎邑久線 重複区間起点           | 瀬戸内市 | 瀬戸内市 | 邑久町豊原   |                         |
| 岡山県道231号神崎邑久線 重複区間終点           | 瀬戸内市 | 瀬戸内市 | 邑久町豊原   |                         |
| 岡山県道397号寒河本庄岡山線 / 岡山ブルーライン | 瀬戸内市 | 瀬戸内市 | 邑久町北島   | [ 注釈 1 ]              |
| 岡山県道69号西大寺備前線                       | 岡山市   | 東区     | 西大寺新地   | 西大寺門前交差点 / 終点 |

### 沿線
- 牛窓港
- 千町川